# Harper, Texas
Harper là một nơi ấn định cho điều tra dân số (CDP) thuộc quận Gillespie, tiểu bang Texas, Hoa Kỳ. Năm 2010, dân số của nơi này là 1192 người.

## Dân số
- Dân số năm 2000: 1006 người.
- Dân số năm 2010: 1192 người.